# Iso-Sarvuli
Iso-Sarvuli är en ö i Finland. Den ligger i sjön Puula och i kommunerna Kangasniemi och Hirvensalmi och landskapet Södra Savolax, i den södra delen av landet, 200 km norr om huvudstaden Helsingfors. Öns största längd är 6,3 kilometer i öst-västlig riktning.